# Abigail May Alcott Nieriker
Pour les articles homonymes, voir Alcott et Nieriker.
 (novembre 2023).
Si vous disposez d'ouvrages ou d'articles de référence ou si vous connaissez des sites web de qualité traitant du thème abordé ici, merci de compléter l'article en donnant les références utiles à sa vérifiabilité et en les liant à la section « Notes et références ».
Abigail May Alcott Nieriker, née le 26 juillet 1840 à Concord, au Massachusetts, et morte le 29 décembre 1879 à Paris, est une artiste américaine et la sœur cadette de Louisa May Alcott. Elle inspira le personnage d'Amy, anagramme de May, dans le roman semi-autobiographique Little Women (Les Quatre Filles du docteur March) de sa sœur (1868). Elle porte le prénom de sa mère, Abigail May. On l'appela d'abord Abba, puis Abby et enfin May, comme elle le demanda en novembre 1863.

## Biographie
Née au Hosmer Cottage à Concord, au Massachusetts, Abigail May est la plus jeune des quatre sœurs Alcott. Douée artistiquement dès son jeune âge, elle peint des figures décoratives et des visages dans toute la maison familiale, Orchard House (en). May contribue au maigre revenu familial en vendant ses œuvres d'art et en enseignant la peinture, le dessin et le modelage. Elle étudie l'enseignement à l'école Bowdoin, école publique de Boston. Prenant la relève de Louisa en 1861, May enseigne un mois à la première école maternelle fondée par Elizabeth Palmer Peabody (en) avant de revenir à son propre travail. Elle enseigne plus tard une première forme d'art-thérapie dans un établissement de formation pour personnes handicapées mentales la Syracuse State School (en) de Syracuse, dans l'État de New York , puis retourne dans sa ville natale en 1862 pour enseigner l'art à l'école de Concord dirigée par Franklin Benjamin Sanborn, ami d'Amos Bronson Alcott.
À l'école des beaux-arts du musée de Boston (actuellement connue sous le nom de Ecole du Musée des Beaux-Arts de Tufts (en)). Ultérieurement, elle étudie le dessin anatomique avec William Morris Hunt, la peinture avec William Rimmer, Krug, Vautier et Müller, entre autres. Elle a également donné des cours de peinture au jeune Daniel Chester French.
May illustre la première édition de Little Women, (Les Quatre Filles du docteur March), les recensions aussi bien américaines, britanniques sont des plus élogieuses, Louisa May Alcott grâce à ses droits d'auteur reçoit des milliers de dollars qui lui permettent de la sortir elle et sa famille de la précarité et de leur assurer une vie confortable.  En 1870, Louisa May Alcott souffre des conséquences de sa participation à la guerre de Sécession, aussi souhaite-t-elle se reposer en effectuant une croisière vers l'Europe, en compagnie de sa sœur Abigail May Alcott et de son amie Alice E. Bartlett (en). En 1871, à la mort de John Pratt, le mari de sa sœur Anna Alcott Pratt (en), Louisa retourne à Concord alors que May reste en Europe pour approfondir ses connaissances artistiques. Elle fait la majeure partie de ses études à Paris, à Londres et à Rome.
En 1877, une de ses nature morte est la seule peinture d'une Américaine à être exposée au Salon de peinture et de sculpture de Paris. John Ruskin prise particulièrement ses copies d'œuvres de Turner. Son point fort est la copie et la peinture de natures mortes à l'huile et à l'aquarelle. Elle peignit de nombreux tableaux de fleurs sur fond noir ; un panneau de verges d'or donné à son voisin et mentor Ralph Waldo Emerson se trouve encore dans le cabinet de travail de ce dernier, et plusieurs autres ornent l'Orchard House à Concord.
En 1878, à l'âge de 38 ans, May rencontre un banquier suisse Ernest Nieriker, ce dernier est âgé de 22 ans, alors que Abigail May est âgée 38 ans, la différence d'âge n'empêche nullement leur amour réciproque. Ernest Nieriker a su consoler Abigail May de la disparition de sa mère, après d'être fiancés en février 1878, ils s'épousent à Londres le 22 mars 1878 lors d'une cérémonie privée. Abigail May Alcott devient Abigail May Alcott Nieriker.  Le couple s'installe à Meudon, dans la banlieue de Paris.
May publia Concord Sketches avec une préface de sa sœur à Boston en 1869. Dans son livre Studying Art Abroad, and How to do it Cheaply, publié à Boston en 1879, elle dit :

« Il n'y a pas de monde de l'art comme Paris, de peintres comme les Français ni d'incitation à bien travailler comme celle qu'on trouve dans un atelier parisien. »

En 1879, elle meurt des suites d'une fièvre puerpérale six semaines après la naissance de sa fille, Louisa May « Lulu ». Dans son testament, Abigail May Alcott Nieriker a souhaité être inhumée au cimetière de Montrouge, elle lègue l'ensemble de ses tableaux et dessins à Louisa May Alcott qu'elle nomme tutrice de sa fille Louisa May Nieriker. Louisa May Alcott élève Lulu jusqu'à sa mort, en 1888 ; après quoi, Lulu fut élevée par son père en Allemagne. La dernière histoire de Louisa est une parabole écrite sur Lulu. Elle figure dans The Uncollected Works of Louisa May Alcott, illustré de dessins et de peintures de May.
Louisa fit ériger une pierre tombale portant les initiales de May dans le carré familial au cimetière de Sleepy Hollow à Concord, mais May est enterrée au cimetière de Montrouge.